# Amphisbaena
Genre
Synonymes
- Leposternon Wagler, 1824
- Cephalopeltis Müller, 1832
- Anops Bell, 1833
- Glyptoderma Fitzinger, 1843
- Typhloblanus Fitzinger, 1843
- Sarea Gray, 1844
- Diphalus Cope, 1861
- Bronia Gray, 1865
- Sphenocephalus Gray, 1865
- Aporarchus Cope, 1885
- Aulura Barbour, 1914
- Anopsibaena Stejneger, 1916
- Cercolophia Vanzolini, 1992

Amphisbaena est un genre d'amphisbènes de la famille des Amphisbaenidae.

## Répartition
Les espèces de ce genre se rencontrent en Amérique du Sud, aux Antilles et au Panamá.

## Description
Ce sont des reptiles apodes.

## Liste des espèces
Selon The Reptile Database (23 juin 2020) :
- Amphisbaena absaberi (Strüssmann & Carvalho, 2001)
- Amphisbaena acangaoba Ribeiro, Gomides & Costa, 2020
- Amphisbaena acrobeles (Ribeiro, Castro-Mello & Nogueira, 2009)
- Amphisbaena alba Linnaeus, 1758
- Amphisbaena albocingulata Boettger, 1885
- Amphisbaena amazonica Vanzolini, 1951
- Amphisbaena amethysta Ribeiro, Santos, Martins, Oliveira, Graboski, Barbosa Da Silveira, Benício & Vaz-Silva, 2024[3]
- Amphisbaena anaemariae Vanzolini, 1997
- Amphisbaena angustifrons Cope, 1861
- Amphisbaena anomala (Barbour, 1914)
- Amphisbaena arda Rodrigues, 2003
- Amphisbaena arenaria Vanzolini, 1991
- Amphisbaena arenicola Perez & Borges-Martins, 2019
- Amphisbaena bagual Ribeiro, Santos & Zaher, 2015
- Amphisbaena bahiana Vanzolini, 1964
- Amphisbaena bakeri Stejneger, 1904
- Amphisbaena barbouri Gans & Alexander, 1962
- Amphisbaena bassleri Vanzolini, 1951
- Amphisbaena bedai (Vanzolini, 1991)
- Amphisbaena bilabialatus (Stimson, 1972)
- Amphisbaena bolivica Mertens, 1929
- Amphisbaena borelli Peracca, 1897
- Amphisbaena brasiliana (Gray, 1865)
- Amphisbaena brevis Strüssmann & Mott, 2009
- Amphisbaena caeca Cuvier, 1829
- Amphisbaena caetitensis Almeida, Freitas, Silva, Costa-Valverde, Rodrigues, Pires & Mott, 2018
- Amphisbaena caiari Teixeira Jr, Da Vechio, Neto & Rodrigues, 2014
- Amphisbaena camura Cope, 1862
- Amphisbaena carlgansi Thomas & Hedges, 1998
- Amphisbaena carli Pinna, Mendonça, Bocchiglieri & Fernandes, 2010
- Amphisbaena carvalhoi Gans, 1965
- Amphisbaena caudalis Cochran, 1928
- Amphisbaena cayemite Thomas & Hedges, 2006
- Amphisbaena cegei Montero, Sáfadez & Álvarez, 1997
- Amphisbaena cerradensis (Ribeiro, Vaz-Silva & Santos Jr, 2008)
- Amphisbaena crisae Vanzolini, 1997
- Amphisbaena cubana Gundlach & Peters, 1879
- Amphisbaena cuiabana (Strüssmann & Carvalho, 2001)
- Amphisbaena cunhai Hoogmoed & Avila, 1991
- Amphisbaena darwinii Duméril & Bibron, 1839
- Amphisbaena dubia Müller, 1924
- Amphisbaena fenestrata (Cope, 1861)
- Amphisbaena filiformis Ribeiro, Gomes, Rodrigues Da Silva, Cintra & Da Silva, 2016
- Amphisbaena frontalis Vanzolini, 1991
- Amphisbaena fuliginosa Linnaeus, 1758
- Amphisbaena gonavensis Gans & Alexander, 1962
- Amphisbaena gracilis Strauch, 1881
- Amphisbaena hastata Vanzolini, 1991
- Amphisbaena heathi Schmidt, 1936
- Amphisbaena heterozonata Burmeister, 1861
- Amphisbaena hiata Montero & Céspedez, 2002
- Amphisbaena hogei Vanzolini, 1950
- Amphisbaena hoogmoedi Oliveira, Vaz-Silva, Santos-Jr., Graboski, Teixeira Jr., Dal Vechio & Ribeiro, 2018
- Amphisbaena hyporissor Thomas, 1965
- Amphisbaena ibijara Rodrigues & Andrade, 2003
- Amphisbaena ignatiana Vanzolini, 1991
- Amphisbaena infraorbitale (Berthold, 1859)
- Amphisbaena innocens Weinland, 1862
- Amphisbaena kingii (Bell, 1833)
- Amphisbaena kisteumacheri (Porto, Soares & Caramaschi, 2000)
- Amphisbaena kiriri Ribeiro, Gomides & Costa, 2018
- Amphisbaena kraoh (Vanzolini, 1971)
- Amphisbaena leali Thomas & Hedges, 2006
- Amphisbaena leeseri Gans, 1964
- Amphisbaena leucocephala Peters, 1878
- Amphisbaena littoralis Roberto, Brito & Ávila, 2014
- Amphisbaena longingua Texeira Junior, Dal Vechio, Recoder, Cassimiro, Sena & Rodrigues, 2019
- Amphisbaena lumbricalis Vanzolini, 1996
- Amphisbaena manni Barbour, 1914
- Amphisbaena maranhensis Gomes & Maciel, 2012
- Amphisbaena mebengokre Ribeiro, Sá, Santos Jr., Graboski, Zaher, Guedes, Andrade & Vaz-Silva, 2019
- Amphisbaena maximus (Ribeiro, Nogueira, Cintra, Da Silva & Zaher, 2011)
- Amphisbaena medemi Gans & Mathers, 1977
- Amphisbaena mensae Castro, 2000
- Amphisbaena mertensii Strauch, 1881
- Amphisbaena metallurga Costa, Resende, Teixeira, Vechio & Clemente, 2015
- Amphisbaena microcephalum (Wagler, 1824)
- Amphisbaena miringoera Vanzolini, 1971
- Amphisbaena mitchelli Procter, 1923
- Amphisbaena mongoyo Texeira Junior, Dal Vechio, Recoder, Cassimiro, Sena & Rodrigues, 2019
- Amphisbaena munoai Klappenbach, 1960
- Amphisbaena myersi Hoogmoed, 1988
- Amphisbaena nana Perez & Borges-Martins, 2019
- Amphisbaena neglecta Dunn & Piatt, 1936
- Amphisbaena nigricauda Gans, 1966
- Amphisbaena occidentalis Cope, 1875
- Amphisbaena octostegum (Duméril, 1851)
- Amphisbaena pericensis Noble, 1921
- Amphisbaena persephone Pinna, Mendonça, Bocchiglieri & Fernandes, 2014
- Amphisbaena plumbea Gray, 1872
- Amphisbaena polygrammica Werner, 1900
- Amphisbaena polystegum (Duméril, 1851)
- Amphisbaena pretrei Duméril & Bibron, 1839
- Amphisbaena prunicolor (Cope, 1885)
- Amphisbaena ridleyi Boulenger, 1890
- Amphisbaena roberti Gans, 1964
- Amphisbaena rozei Lancini, 1963
- Amphisbaena sanctaeritae Vanzolini, 1994
- Amphisbaena saxosa (Castro-Mello, 2003)
- Amphisbaena schmidti Gans, 1964
- Amphisbaena scutigerum Hemprich, 1820
- Amphisbaena silvestrii Boulenger, 1902
- Amphisbaena slateri Boulenger, 1907
- Amphisbaena slevini Schmidt, 1936
- Amphisbaena spurelli Boulenger, 1915
- Amphisbaena steindachneri Strauch, 1881
- Amphisbaena stejnegeri Ruthven, 1922
- Amphisbaena supernumeraria Mott, Rodrigues & Dos Santos, 2009
- Amphisbaena talisiae Vanzolini, 1995
- Amphisbaena tiaraju Perez & Borges-Martins, 2019
- Amphisbaena townsendi Stejneger, 1911
- Amphisbaena trachura Cope, 1885
- Amphisbaena tragorrhectes Vanzolini, 1971
- Amphisbaena uroxena Mott, Rodrigues, de Freitas & Silva, 2008
- Amphisbaena vanzolinii Gans, 1963
- Amphisbaena varia Laurenti, 1768
- Amphisbaena vermicularis Wagler, 1824
- Amphisbaena wiedi Vanzolini, 1951
- Amphisbaena wuchereri (Peters, 1879)
- Amphisbaena xera Thomas, 1966

et les espèces fossiles :
- †Amphisbaena braestrupi Gans & Montero 1998
- †Amphisbaena laurenti Gans & Montero 1998

## Publication originale
- Linnaeus, 1758 : Systema naturae per regna tria naturae, secundum classes, ordines, genera, species, cum characteribus, differentiis, synonymis, locis, ed. 10 (texte intégral).